# Spa (water)
Spa is een merk van licht mineraalhoudend Belgisch mineraalwater dat geproduceerd wordt door Spa Monopole, een onderdeel van de internationale groep Spadel die houder is van de merknaam. Het komt uit de stad Spa.

## Mineraalwater
Spa wordt al sinds eind 16e eeuw gebotteld. Het water komt uit de bodem van de Hoge Venen, waarvan het bovenste gedeelte bestaat uit veengrond en heide. Veenmossen zorgen voor verzuring van deze laag en sluiten deze af van zuurstof en dus ook van bacteriën. Als het regenwater door deze laag naar beneden zakt, wordt het op natuurlijke wijze gefilterd. Daarna gaat het water langs een zand-/grindlaag. Deze lagen filteren het water verder. Het water komt uiteindelijk in breuken in de rotsbodem terecht. Deze bijna ondoordringbare rotslaag bevat nauwelijks nog mineralen. Daaraan dankt het water zijn lage mineraalgehalte. Ten slotte komt het water in de laag gelegen gebieden weer aan de oppervlakte. Het water wordt niet alleen gebruikt om te drinken, maar ook als badwater in de kuuroorden van de Thermen van Spa. De Engelse benaming spa voor kuuroorden is hiervan afkomstig.

## Bronnen

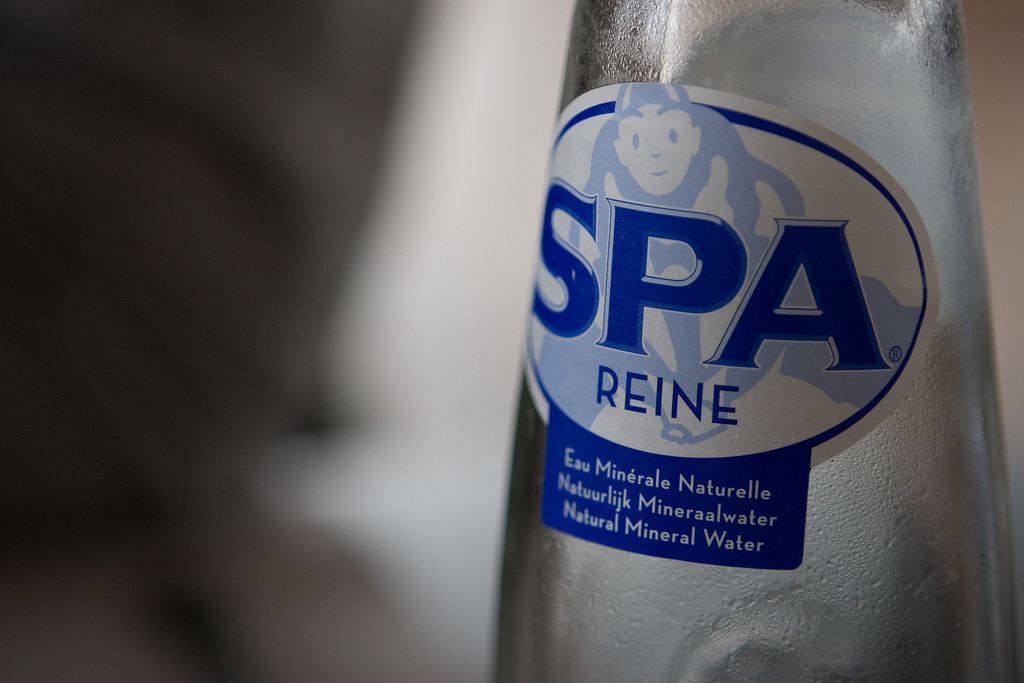
Spa blauw

## Handelsnamen vanaf 2016
- Spa Reine (Spa blauw).
- Spa Bruisend, in de varianten Spa Intense (Spa rood), Spa Finesse (Spa turkoise) en Spa Touch of in de smaken: Lemon (citroen-limoen), Mint (munt-appel), Grapefruit (pompelmoes), Black currant (zwarte bes), Apple (Granny Smith-appel), Peach (perzik) en Kokos (kokosnoot).[1]
- Spa Fruit op basis van Spa Finesse, in de varianten: Lemon Cactus (citroen, appel, cactus, acerola), Citron (citroensap), Apple (appel, citroen), Orange (sinaasappel, citroen, wortel), Citrus Fruit (citroen, appel, druif, sinaasappel, mandarijn, pompelmoes, pink grapefruit, limoen), Forest Fruit (appel, vlierbes, zwarte bes, druif, citroen, framboos, kers, braambes, blauwe bosbes).

Sinds 2016 voegt Spa geen aspartaam meer toe aan haar producten. Het bedrijf is overgegaan naar een combinatie van stevia en sacharose. Het gebruik van suiker maskeert de bittere bijsmaak van stevia, maar heeft tot gevolg dat Spa Fruit-frisdranken nu drie keer meer calorieën bevatten dan voorheen.
De productie van ijsthee op basis van mineraalwater onder de naam "Spa & Tea" is in 2016 gestaakt.

## Onderscheidingen
Spa is een van de duurdere watersoorten van België. Het merk heeft twee onderscheidingen:
- Hofleverancier van Z.K.H. Prins Bernhard
- Gebrevetteerd Hofleverancier van België.

## Spa als soortnaam
In Nederland is spa als merknaam grotendeels verwaterd tot generieke naam voor mineraalwater. Als men in bijvoorbeeld een restaurant bruisend mineraalwater wil bestellen vraagt men doorgaans om "een spa rood", waarmee niet is gezegd dat men water van het merk Spa verwacht, noch dat het Spa is dat wordt geserveerd.
Het onderscheid rood/blauw (met resp. zonder prik) wordt ook wel bij andere merken gebruikt, bijvoorbeeld bij Chaudfontaine, qua kleurstelling van het etiket, en informeel ook in de naam.